# Ivan Markelov
Ivan Markelov (russisch Иван Маркелов, Iwan Markelow; * 15. Dezember 1993) ist ein usbekischer Diskuswerfer.

## Sportliche Laufbahn
Erste internationale Erfahrungen sammelte Ivan Markelov bei den Asienmeisterschaften 2019 in Doha, bei denen er mit 55,80 m den sechsten Platz belegte.
2017 und 2017 wurde Markelov Usbekischer Meister im Diskuswurf.

## Persönliche Bestleistungen
- Diskuswurf: 56,97 m, 11. Oktober 2018 in Andijon
- Hammerwurf: 60,82 m, 20. August 2014 in Taschkent